# 유행성 결막염

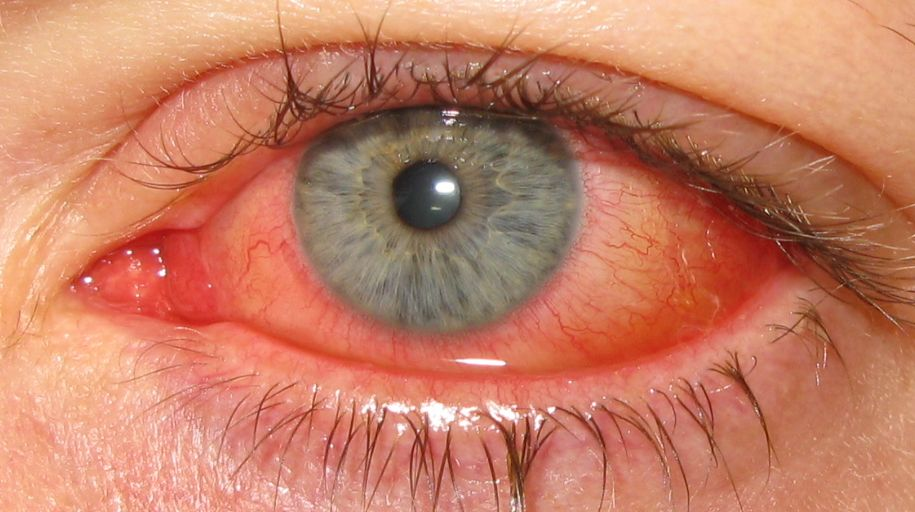
급성 결막염

유행성 결막염 또는 유행성 각결막염(流行性結膜炎, epidemic keratoconjunctivitis (EKC)),은 아데노바이러스 감염에 의해 각막과 결막에 염증이 생긴 것을 의미한다. 전염성이 높다.

## 치료
국소 스테로이드제는 바이러스 복제를 더 긴 기간 동안 일어나게 하고 안구건조증이 발생할 수 있으며, 투여를 중지한 후에는 거의 대부분의 경우 각막 혼탁이 발생하기 때문에 지양해야한다. 현재 급성 EKC를 효과적으로 치료할 수 있는 임상적 국소 항바이러스제는 아직 발명되지 않았다. 각막 혼탁의 발생률을 효과적으로 줄일 수 있는 항바이러스제로 시도포비어가 발견되었지만, 국소 독성때문에 임상적인 사용은 불가능하다. 최근 In vitro 시험을 통해 비교적 적은 세포독성을 가지고 있는 황화 시알릴 지질(sulfated sialyl lipid)인 NMSO3의 항아데노바이러스 효능이 시도포비어보다 우월하다는 것이 발견되었다. 국소적 인터페론도 사용될 수 있으나, 현재 특허 문제가 아직 해결되지 않아 상업적 이용은 불가능하다.